# أل مونتويا
أل مونتويا (بالإنجليزية: Al Montoya) هو لاعب هوكي الجليد أمريكي، ولد في 13 فبراير 1985 في شيكاغو في الولايات المتحدة.

## وصلات خارجية
- أل مونتويا على موقع دوري الهوكي الوطني (الإنجليزية)
- أل مونتويا على موقع قاعة مشاهير الهوكي (لاعب أن.إتش.أل) (الإنجليزية)
- أل مونتويا على موقع الدوري الأمريكي لهوكي الجليد (الإنجليزية)
- أل مونتويا على موقع EliteProspects.com (الإنجليزية)
- أل مونتويا على موقع HockeyDB.com (الإنجليزية)
- أل مونتويا على موقع Hockey-Reference.com (الإنجليزية)